# De la Ghetto
Rafael Castillo Torres (Nueva York, 17 de septiembre de 1984), más conocido por su nombre artístico De la Ghetto, es un cantante, compositor y Productor discográfico,  estadounidense .Inició su carrera musical como miembro del dúo Arcángel & De la Ghetto en el año 2005 antes de embarcarse en una carrera en solitario.

## Biografía
Rafael Castillo, Jr. nació en la ciudad de Nueva York, hijo del dominicano Rafael Castillo y la puertorriqueña Migdalia Torres. Se mudó a Puerto Rico a los ocho años. En algunas entrevistas, reveló que su padre falleció meses después de haber nacido y que su madre estuvo en la cárcel durante seis años en Argentina mientras él se quedó viviendo con su abuela y su hermana en San Juan.
Su padre pertenecía al Cartel de Medellín. Rafael Jr. vivía con sus padres en Nueva York, un día se fueron de vacaciones a Santo Domingo y el padre delegó su trabajo en unos amigos suyos. Mientras estaba de vacaciones, los amigos de Rafael Castillo mataron a otro miembro del Cartel de Medellín y le robaron el trabajo. 
Cuando la familia volvió de vacaciones se enteraron de lo que había pasado y Pablo Escobar mandó a una persona para matar a Rafael. Sin embargo, la madre del cantante intentó impedir que le maten, pero no lo consiguió. Finalmente, Rafael Castillo murió en 1985 por cuatro impactos de bala en la cabeza. Tanto la falta de su padre, como los trabajos que ha tenido su madre después de la muerte de su padre, han causado muchos problemas que le han repercutido durante muchos años. 
Además, ha revelado que cuando su padre murió, su madre se casó con el padre de su hermana pequeña, pero después de unos años se separaron y él se mudó a La Perla, Puerto Rico. Después de divorciarse del padre de su hermana, Migdalia empezó a salir con un colombiano que le iba a pagar por transportar droga, por lo que tuvo que desplazarse por varios países de Sudamérica, de Colombia a Argentina. La madre tenía intención de volver a Puerto Rico para mudarse con sus dos hijos a Australia, sin embargo, Migdalia fue arrestada en 1992 en Argentina.
Unos años después, se enteró de por qué su madre estaba en la cárcel y descubrió toda la verdad de su pasado gracias al novio de ésta. Unos años después su madre volvió a su vida para contarle toda la verdad sobre su padre, sin embargo, no le habló ni de su familia ni de sus orígenes. Desde ese momento quería seguir los pasos de su padre, eso le causó muchos problemas, también influyó mucho su amistad con un chico que se dedicaba al narcotráfico, pero le asesinaron y se dio cuenta de que le podría haber pasado lo mismo.
En 2004, conoció al puertorriqueño Arcángel con quién creó un dúo musical llamado «La maravilla», en ese momento decidió dejar a un lado la idea de seguir los pasos de su padre para centrarse en la música, que es lo que realmente le apasiona. Este grupo tenía un contrato con la compañía Baby Records, pero Arcángel decidió seguir con su carrera musical por separado. Sin embargo, siguió en esa compañía y desde ese momento es más conocido por su nombre artístico De la Ghetto; escogió este nombre porque era muy fanático de la serie The Fresh Prince of Bel-Air, en un episodio, el mayordomo imita a un rapero llamado Raphael De la Ghetto, por lo que lo vio claro y como sus nombres coincidían, adoptó este nombre para su carrera musical.
A partir de la ruptura de «La maravilla», ha continuado con su carrera por solitario, además ha obtenido muchos éxitos tanto en su carrera como en su vida personal. En 2007, fue a Santo Domingo para promocionar su nuevo sencillo Sensación del bloque con Randy. En el evento, aprovechó que tenía muchos seguidores para decir delante de todos los programas de televisión que estaba buscando a su padre y que es dominicano. Tras mencionar aquello en público recibió una visita de al menos treinta familias que afirmaban ser sus padres; sin embargo, no les creyó, ya que disponía de una fotografía de su padre biológico y ningún miembro de éstas se parecía. Al año siguiente recibió una llamada de un amigo suyo en la que afirmaba que tenía un conocido que afirmaba ser su primo y que le estaban esperando en la recepción del hotel en el que estaba. Finalmente, consiguió reencontrarse con su familia y uno de sus tíos le contó la verdad sobre su padre y qué le había sucedido.

## Carrera musical

### 2005-2007: Inicios con Arcángel
En 2005 formó Arcángel & De la Ghetto, un dúo con el artista también nacido en Nueva York pero criado en Puerto Rico apodado Arcángel, el dúo debutó en 2005 con la canción «Traficando a mi manera», han aparecido en numerosos álbumes de reguetón, incluyendo la recopilación Mas Flow: Los Benjamins con la canción «Mi fanática» en 2006.
Sin embargo, Arcángel anunció en diciembre de 2007 su retiro de Baby Records, dando inicio a una carrera en solitario, además de fundar un sello propio. A raíz del anuncio, De la Ghetto se embarcó en una carrera como solista y apareció al año siguiente en dos sencillos, el remix de «Siente el boom» de Tito el Bambino y una colaboración con Randy del dúo Jowell & Randy, titulado «Sensación del bloque».

### 2008-2014: Masacre Musical y Geezy Boyz
Su álbum debut Masacre musical fue lanzado en 2008
, del cual se desprende el sencillo «Es difícil» y la colaboración «Come out and see» junto a Mavado. Otras colaboraciones con Guelo Star y Randy están incluidas en el álbum. Alcanzó la posición 46 en la lista Top Latin Albums en los Estados Unidos, mientras que «Tu te imaginas» alcanzó el puesto 33 en la lista Billboard Top Latin Songs.
En 2013, publicó su segundo  álbum de estudio titulado Geezy Boyz, a través de páginas de descargas digitales y streaming. Contó con los sencillos «Saciar la sed», «Sincero amor» y «Ahí Ahí Ahí»; además de distintas colaboraciones con Zion, Farruko, Ñengo Flow, Cosculluela, entre otros. Realizó tours en promoción en distintos países de América Latina como Perú y Argentina.

### 2015-presente: Etapa en Warner Latina
Después de publicar su álbum, confirmó que su tercer álbum de estudio presentaría ritmos americano con influencia latina, planificando dieciocho canciones. El 11 de mayo de 2016, se confirmó un contrato con Warner Music Latina, dando inicio a nuevas grabaciones para Mi movimiento, su álbum postergado. Al mes siguiente, publicó su primer sencillo bajo el sello, titulado «Acércate», originalmente planeado como el primer sencillo oficial.
A mediados de 2017, se publicó el sencillo «La Fórmula» junto a Daddy Yankee y Ozuna, del cual se desprende un vídeo oficial. Mi movimiento fue publicado el 28 de septiembre de 2018 con mezclas de ritmos, desde vallenato a trap latino. También estuvo incursionando en la actuación, participando en la serie de Netflix dedicada a la vida de Nicky Jam, El ganador. Su álbum fue nominado a los Premios Grammy Latinos de 2019.
Una vez publicado Mi movimiento en 2018, anunció de inmediato el nombre de su proyecto futuro, Los Chulitos. Al año siguiente, publicó dos sencillos, «Selfie» y «Feka», este último con Miky Woodz y El Alfa, formando parte de su cuarto álbum, además de firmar un contrato de publicación con Peermusic. Los chulitos fue liberado el 28 de agosto de 2020, contiene colaboraciones de Rauw Alejandro, Justin Quiles, Arcángel, entre otros.

## Estilo musical

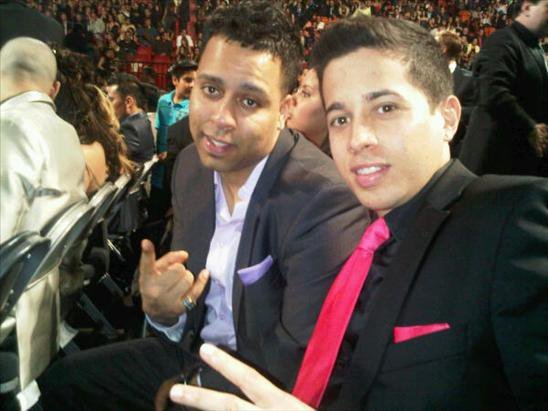
De la Ghetto y Alex Kyza en la entrega de Premios Lo Nuestro.

Es reconocido por su rimas bilingües en cadencia rápida, y es destacado como colaborador en múltiples sencillos. Expresa que "[...] me gusta hacer R&B, hip hop, pop, balada con fusiones de reggaeton, reggae y dancehall", destacando a Axl Rose de Guns N' Roses, Method Man, R. Kelly, Prince y Bob Marley como algunos artistas que han marcado su vida. También ha apadrinado a algunos cantantes y raperos, en particular Alex Kyza, con quien participó en varias canciones entre 2010 y 2012.
Llevando casi dos décadas dedicándose a la música, es un cantante muy conocido en el género del reguetón, al que pertenecen otros cantantes muy conocidos como Bad Bunny, Rauw Alejandro, Anuel AA, Justin Quiles, Ñengo Flow, etc. (incluso ha colaborado con algunos). En este período ha sacado tres álbumes: Masacre musical, en 2008, Mi movimiento, en 2018 y Los chulitos, en 2020. También ha sacado canciones en solitario como Sensación del bloque, en 2007; Tú Te imaginas y Chica mala, en 2008; y Sé que quieres, en 2018. Sin embargo, prefiere colaborar en canciones de otros artistas, ya sea para mejorarlas o desde que la estrenan por primera vez Aparentemente con Yaga & Mackie, Arcángel, publicado en 2007, Deuces con Ñengo Flow, publicado en 2010, La ocasión con Arcángel, Ozuna, Anuel AA, Dj Luian, Mambo Kingz publicado en 2016 o Loco por perrearte con Rauw Alejandro, publicado en 2022.

## Vida personal
En algunas entrevistas, ha revelado que está casado con Verónica, con quien es padre de tres hijos: William, Madonna y Osiris. Al respecto, ha querido darle un significado especial en cuanto al nombre de sus hijos; el mayor se llama William, nombre que quiso ponerle por el rey de Inglaterra Guillermo I (William en idioma inglés), también conocido como «Guillermo el conquistador». Su segunda hija se llama Madonna Shanti, Madonna por la virgen de Italia y Shanti significa paz interior; mientras que el tercero se llama Osiris por la relación con los dioses.

## Discografía
Álbumes de estudio
- 2008: Masacre musical
- 2013: Geezy Boyz
- 2018: Mi movimiento
- 2020: Los chulitos
- 2023: GZ
- 2025: Daylight